# Anders Dahl-Nielsen
Anders Dahl-Nielsen (r. 27. siječnja 1951.) bivši je danski profesionalni igrač rukometa koji je sudjelovao na Olimpijskim igrama 1976., 1980. i 1984. Danas je rukometni trener.
Rođen je u Aarhusu. Godine 1976. je sudjelovao na Olimpijskim igrama u kojima je Danska završila na osmom mjestu. Odigrao je svih šest utakmica te je zabio 22 gola.
Četiri godine kasnije je s danskom reprezentacijom završio OI na devetom mjestu. Odigrao je svih šest utakmica te je zabio 20 golova.
Godine 1984. je bio dio danske reprezentacije koja se domogla četvrte pozicije na Olimpijskim igrama. Odigrao je svih šest utakmica te je zabio 8 golova.

## Vanjske poveznice
- Sports-Reference profil  Arhivirana inačica izvorne stranice od 19. svibnja 2011. (Wayback Machine)